# Wanderer (empresa)
A Wanderer, fundada em Chemnitz, Alemanha, em 1885, foi uma fábrica alemã que iniciou com o comércio de bicicletas e serviços e, devido ao sucesso dos negócios, já em 1886 iniciou a produção industrial de bicicletas 'penny-farthing' (bicicleta com pedal na roda dianteira de grande dimensão e a traseira pequena). Após expandir sua linha produtos para a fabricação de automóveis, com a qual se tornou famosa, a empresa encerrou suas atividades nesse ramo durante a Segunda Guerra Mundial (automóveis civis até 1941 e veículos militares até 1945), retornando à fabricação de bicicletas cuja produção continua até os dias atuais como marca adquirida pela ZEG (Zweirad-Einkaufs-Genossenschaft), empresa especializada no ramo de bicicletas na Europa.
Antes disso, havia se unido, em 1932, à Audi, à DKW e à Horch, para formar a Auto Union, hoje conhecida como Audi. Uma das argolas do símbolo da Audi, a última à direita, representa a Wanderer.
A companhia produziu o seu primeiro automóvel com motor de seis cilindros em 1928 e antes disso, fornecia esportivos com motores de quatro cilindros (de 1145cc e 1220cc). Após a fusão e a formação da Auto Union, lançou um modelo com motor semelhante ao DKW de quatro cilindros e 1692cc e, em 1933, um Audi com motor da Wanderer de seis cilindros e 1963cc.
O melhor de todos os modelos da Wanderer foi o W50, lançado em 1936, com motor de seis cilindros e 2257cc e houve, ainda, os esportivos W24 e W25 com motores de quatro cilindros, além do W23, com motor de seis cilindros. Os automóveis da empresa, sempre foram admirados pela sua qualidade e por sua esportividade.

## Segunda Guerra Mundial
Durante a Segunda Guerra Mundial, as atividades da empresa foram encerradas, sendo substituídos por prisioneiros de um campo de concentração, que forneceu durante determinado período, mão-de-obra escrava para fabricação dos veículos utilizados pelas forças nazistas, enquanto suas fábricas foram destruídas por bombardeios aliados.
Em 1939, Heinrich Himmler, general nazista, adquiriu um modelo da Wanderer, o jipe militar modelo W11/1 de 65 cv, para ser utilizado nas inspeções que fazia em campos de concentração. Atualmente, este veículo, esta avaliado em 400 mil libras esterlinas (cotação em 2014, R$ 1,5 milhões).

## Galeria de imagens (modelos)

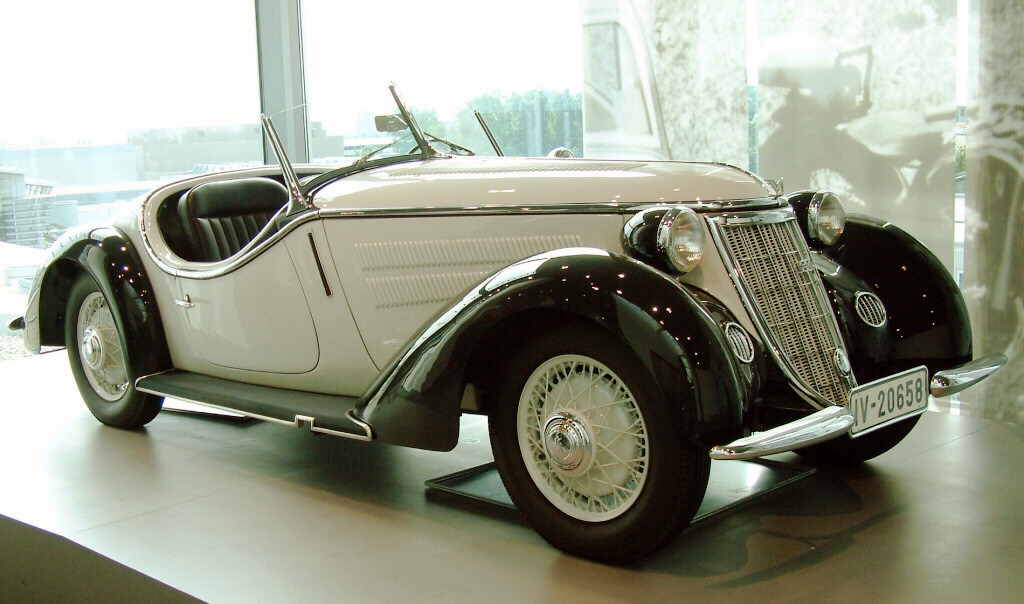
W25K, produzido em 1938
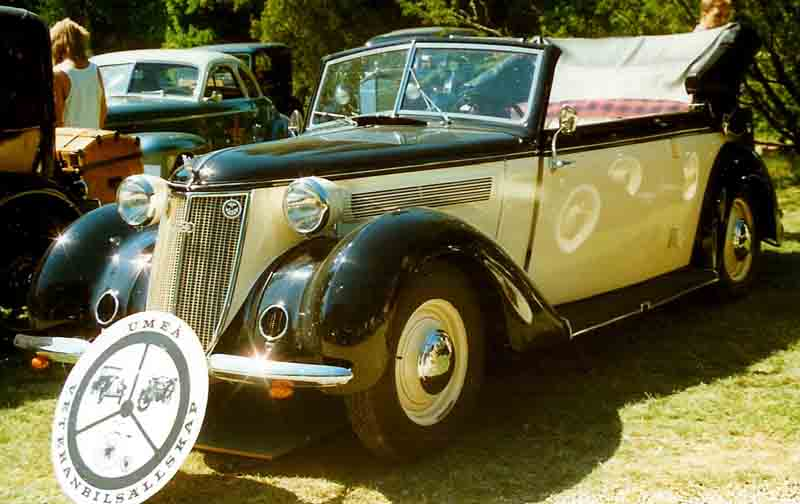
Wanderer W23 Cabriolet de 1938
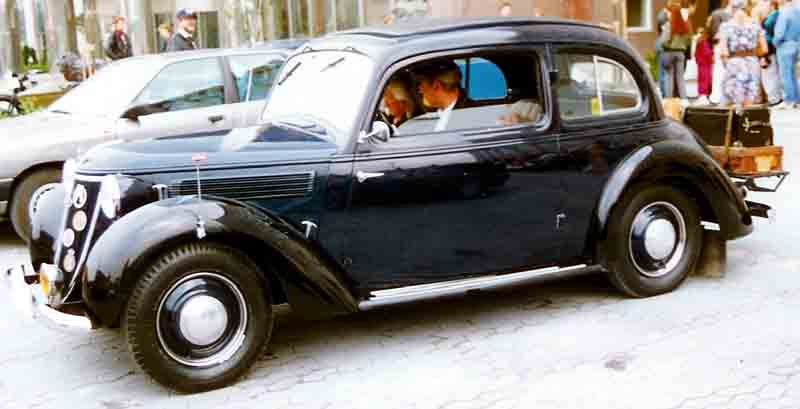
Wanderer W24 Limousine 1939